# 東駅
東駅（ひがしえき）は、山口県下関市羽山町・向洋町・後田町地区一帯の別称。1971年まで山陽電気軌道（路面電車）の東下関駅があったことに由来する。現在は山陽電気軌道から改称したサンデン交通（バス事業者）の本社と東駅バス停が存在する。

## 概観

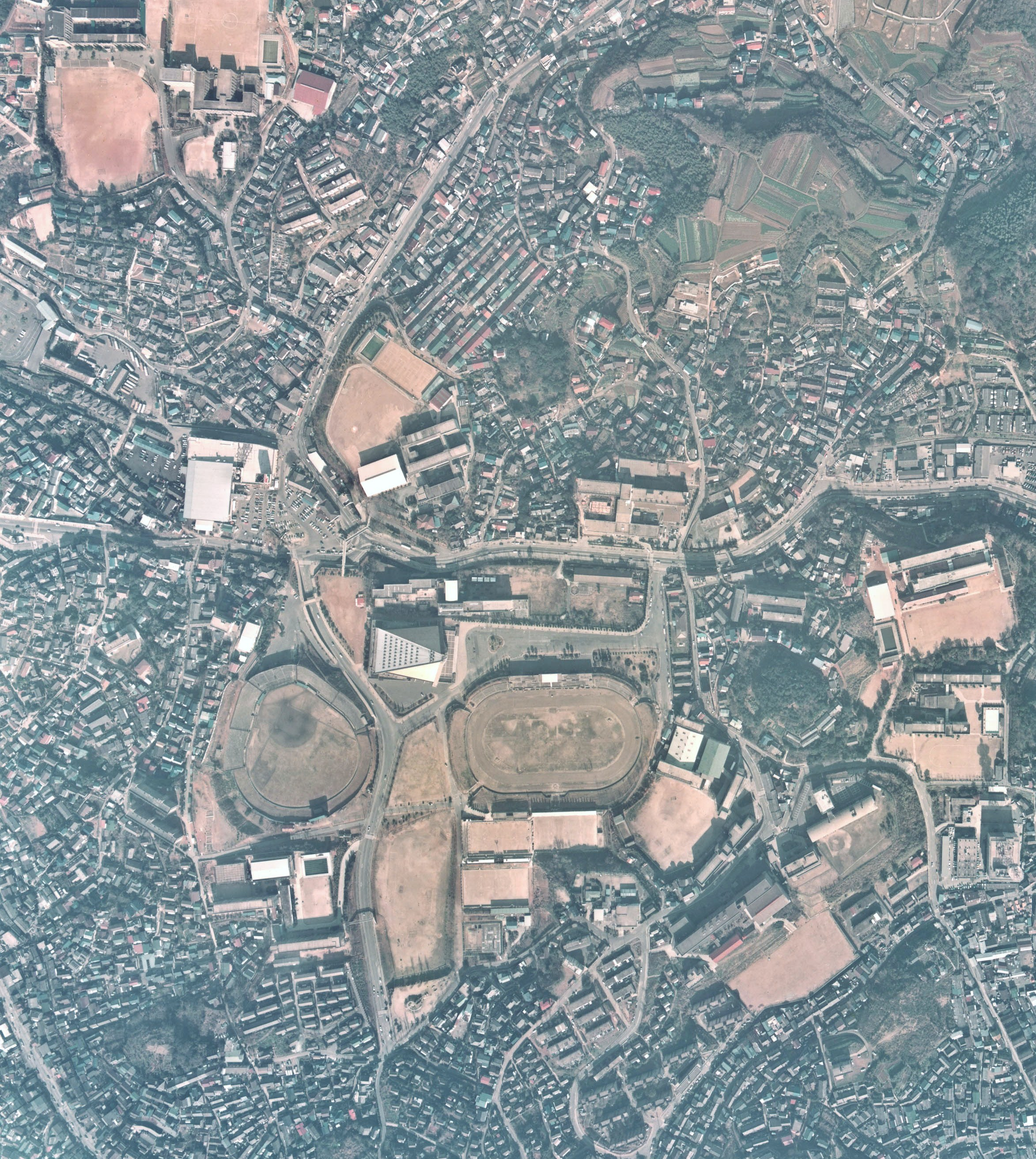
1974年当時の東駅地区上空。写真中央左寄りが東駅交差点、下方には旧下関市営球場（左）と下関市営下関陸上競技場（右）。

山口県道248号下関港安岡線が市道と交わる（県道は東・北方向に曲がり、西・南方向が市道）東駅交差点を中心に学校などが集中する文教地区である。東下関駅跡地にサンデン交通の本社が立地し、交差点に位置する「東駅」バス停は山の田と下関駅・唐戸を結ぶ下関市内交通上の結節地点ともなっている。
サンデン交通関連
- サンデン交通本社・車庫、東駅バス停
車庫はかつては「東駅営業所」という独立した営業所だったが、営業所としての機能は無くなっている。

商業施設
- マクドナルド 下関東駅店
- サンタウン東駅（マルショク・ココカラファインなど）
元は「山陽ジャスコ下関東店」→「みどり下関東店」→「ザ・ビッグ下関東店」→「サンリブ東駅店」が立地していた。2015年10月24日をもって閉店し、改築工事を行っていた。マルショクは2019年11月6日開店。

公共施設
- 下関市立市民病院
- 下関運動公園
  - J:COMアリーナ下関
  - セービング陸上競技場

- 戦場ヶ原公園 （通称「忠霊塔」、桜の名所）

文教施設
- 大学
  - 梅光学院大学

- 高校
  - 山口県立下関南高等学校
  - 山口県立下関西高等学校
  - 下関商業高等学校（下関市立）
  - 早鞆高等学校
  - 山口県立下関双葉高等学校

なお、東駅と下関駅の中間地点（丸山町）に梅光学院中学校・高等学校がある。
- 中学校
  - 下関市立日新中学校（にっしん）
  - 下関市立向洋中学校（こうよう）
  - 下関市立名陵中学校（めいりょう）

- 小学校
  - 下関市立文関小学校（ぶんかん）
  - 下関市立名池小学校（めいち）

その他
- 山口地方裁判所下関支部・山口家庭裁判所下関支部
- 下関法務合同庁舎
- 在下関大韓民国名誉総領事館（サンデン交通本社内）
  - 山口県下関自動車学校（指定自動車教習所）

（以下、かつてあったもの）
- 下関市営球場 - 1988年に安岡地区に移転
- 国立病院機構関門医療センター  - 2009年に長府地区に移転
- 下関税務署 - 2009年に竹崎町の下関地方合同庁舎内に移転
- サンリブ東駅店 - 2015年に閉店。（2019年にマルショクの屋号で新築オープン）
- 山口県立下関中央工業高等学校 - 2018年に山口県立下関工業高等学校との統合により閉校。2019年、跡地に山口県立下関双葉高等学校が開校
- 下関市体育館 - 2024年に閉館。

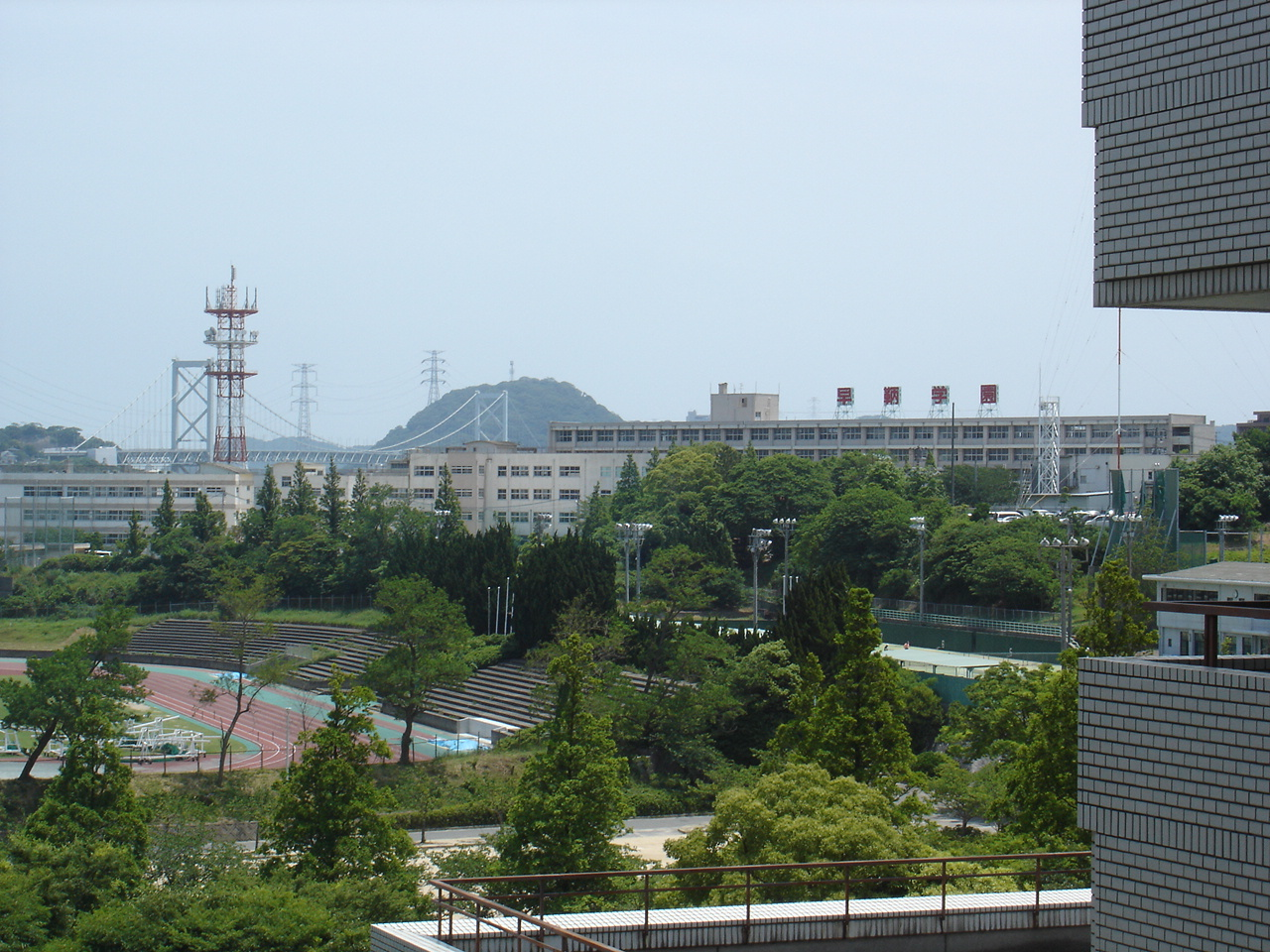
下関運動公園と早鞆高校
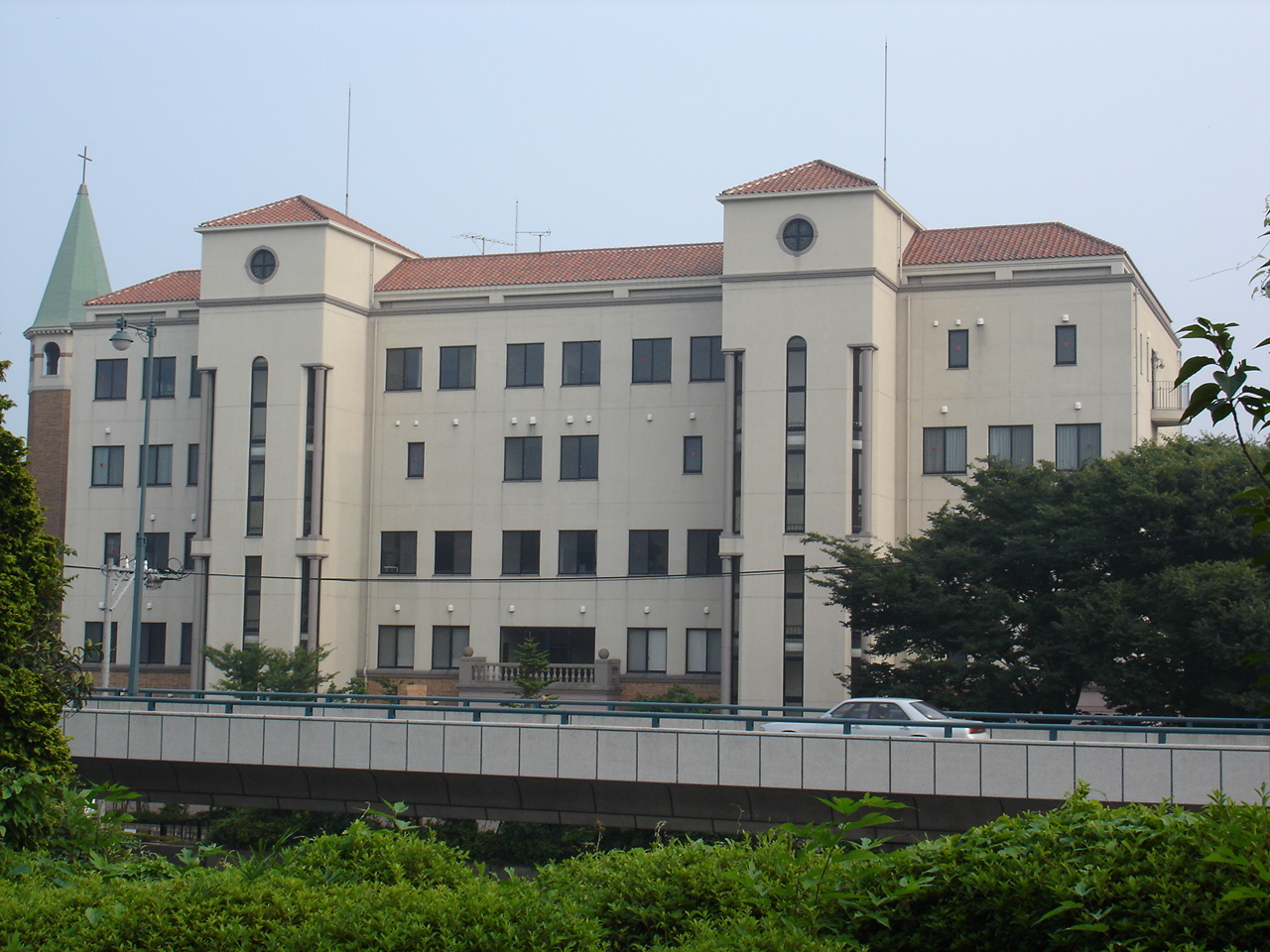
梅光学院大学
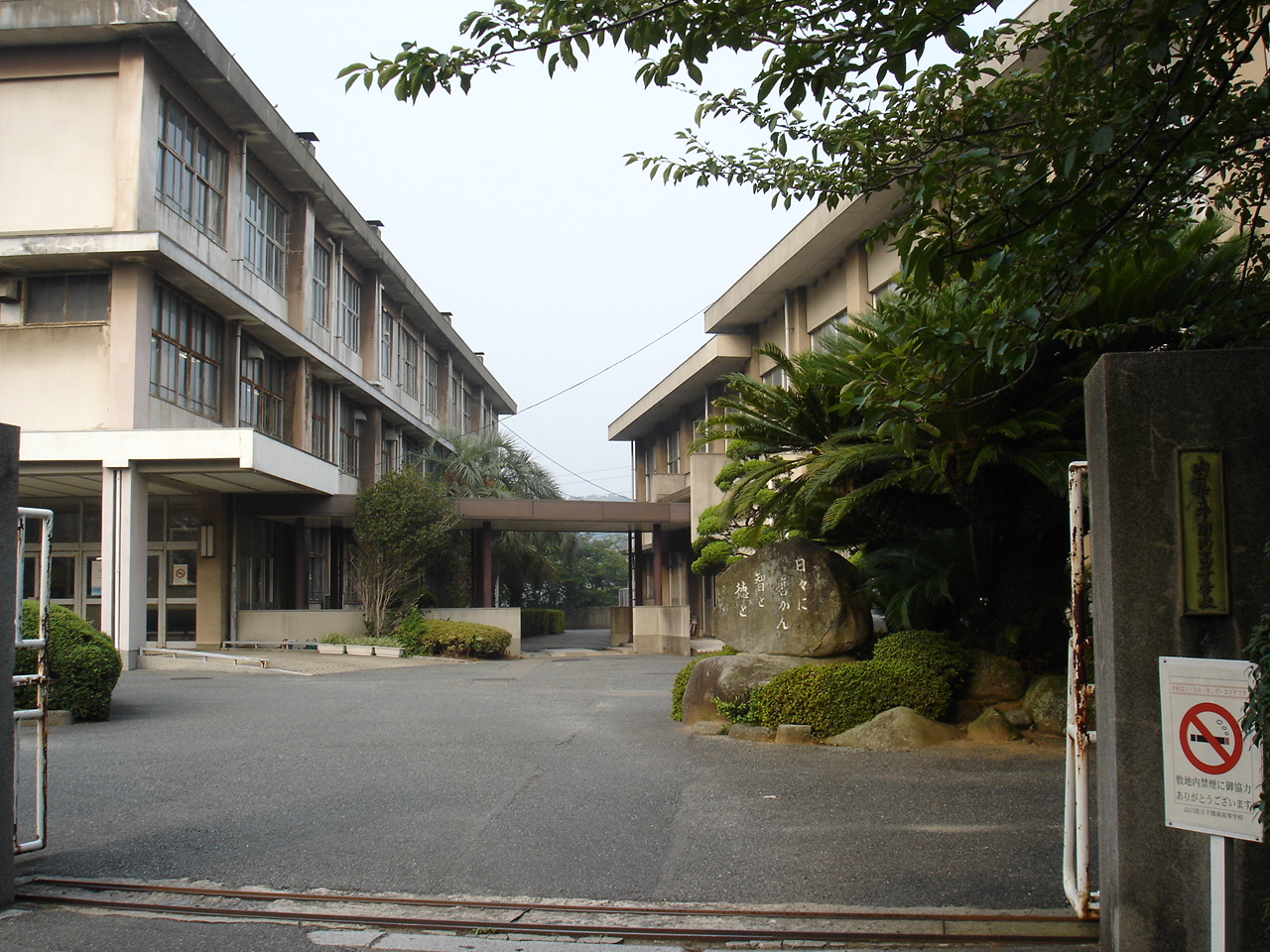
下関南高校
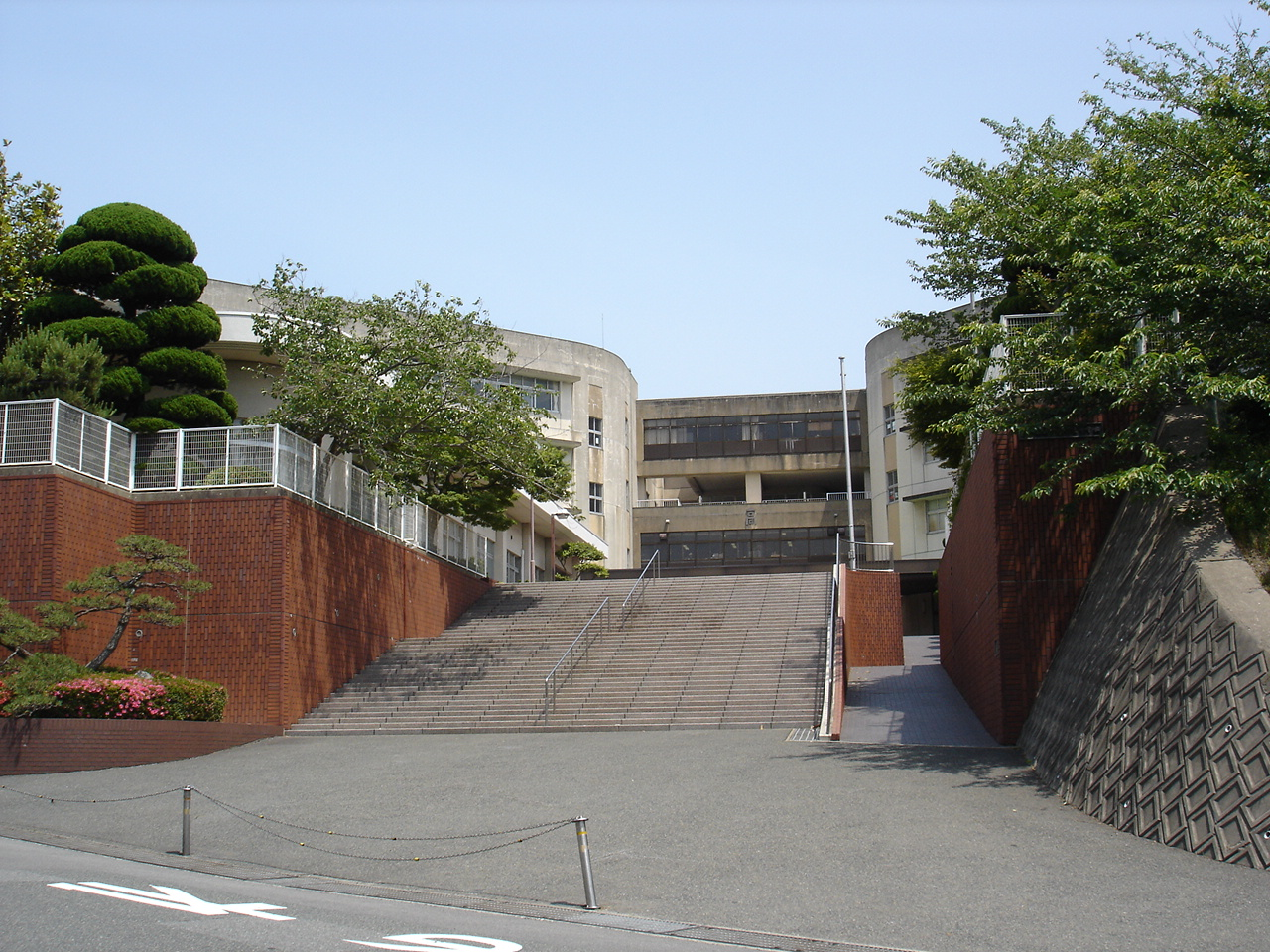
下関西高校
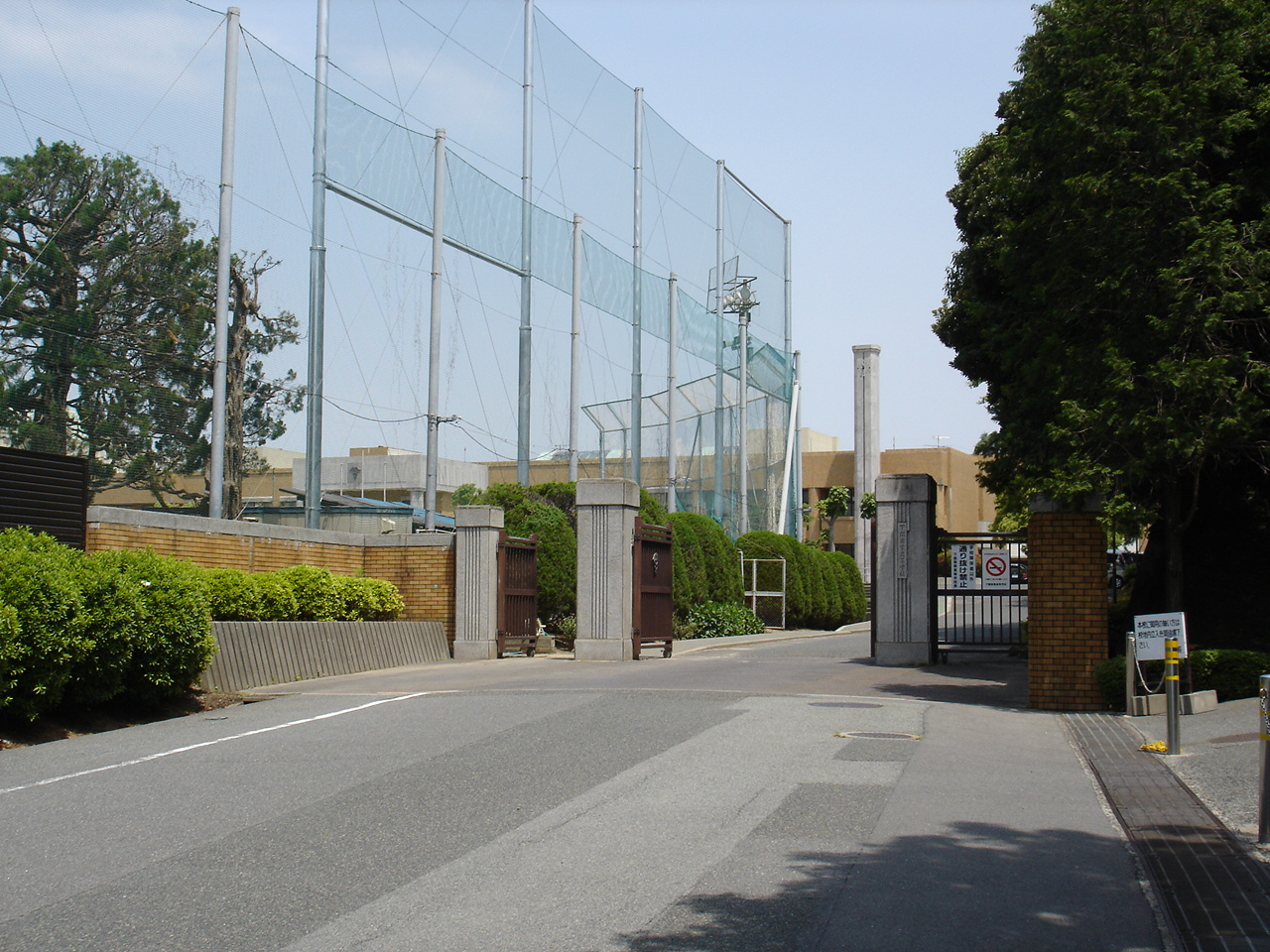
下関商業高校
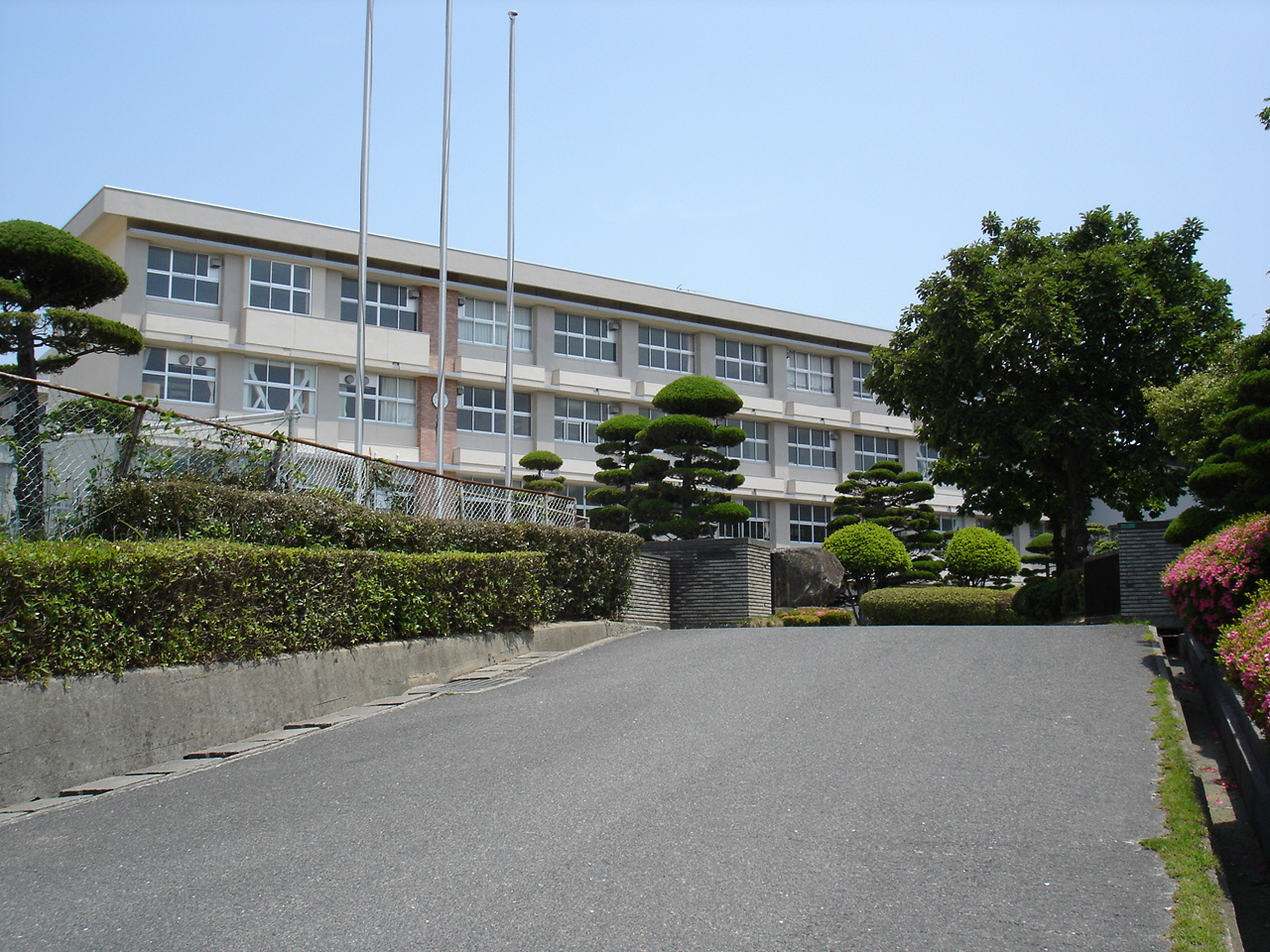
旧下関中央工業高校（現）下関双葉高等学校

## 東下関駅の歴史
東下関駅は、現在の下関市羽山町にあった山陽電気軌道の駅で、長州鉄道によって開通した鉄道線と、山陽電気軌道に事業譲渡後に開通した軌道線との鉄軌分界点の駅であった。
- 1914年（大正3年）4月22日 長州鉄道により、東下関 - 小串蒸気鉄道の駅として開設
- 1925年（大正15年）6月1日 幡生 - 小串間が小串線（後の山陰本線）として国に買収されたため、長州鉄道は東下関 - 幡生の営業となる
- 1926年（昭和2年）3月 全線電化
- 1928年（昭和2年）10月30日 山陽電気軌道に路線譲渡、同社の駅となる
- 1929年（昭和3年）7月30日 東下関 - 田中町を延伸
- 1932年（昭和7年）10月21日 山陽電気軌道元来の路線と接続
- 1971年（昭和46年）2月7日 廃止